# Orden-1 (manzana)
Orden-1 es el nombre de una variedad cultivar de manzano (Malus domestica) Esta manzana está cultivada en la colección de germoplasma de manzanas del CSIC, también está cultivada en la colección de germoplasma de peral y manzano en la "Finca de Gimenells de la Estación Experimental de Lérida - IRTA". Esta manzana es originaria de la Comunidad autónoma de Cataluña, procedente de un ejemplar localizado en el año 2002 en el municipio de Bellver de Cerdaña-Bellver de Cerdanya, ubicado en la comarca de Baja Cerdaña-Baixa Cerdanya, Lérida.

## Sinónimos
- "Poma Orden-1",[3]
- "Orden-1 M085",[3]
- "Manzana Orden-1".[7]

## Historia
'Orden-1' es una variedad de manzana de Cataluña, está catalogada con el número de accesión M085 en el Banco de germoplasma de peral y manzano de la Universidad de Lérida, que se encuentra integrado en la Red de Colecciones del Programa de Conservación y Utilización de los Recursos Fitogenéticos para la Alimentación y la Agricultura, del Plan Nacional de I+D+I.
'Orden-1' está considerada con otras muchas de las entradas que se han incorporado al Banco de germoplasma en la "Finca de Gimenells de la Estación Experimental de Lérida - IRTA", provienen de ejemplares únicos, en algunos casos, actualmente desaparecidos, lo que ha permitido paliar la erosión genética que se está dando en estas especies frutales.
'Orden-1' es una variedad que se cultiva para su conservación genética, para posibles usos y mejoras en cruces con otras variedades, para incrementar cualidades o intercambiarlas.

## Características
El manzano de la variedad 'Orden-1' tiene un vigor medio de tipo ramificado, con porte erguido; ramos con pubescencia fuerte, de un grosor delgado, con longitud de entrenudos cortos, número de lenticelas pequeño, relación longitud/grosor de los entrenudos media, tipo de ramos fructíferos "brindillas coronadas"; época de inicio de floración tardía, yema fructífera de forma ovoide de una longitud corta, flor no abierta presenta color del botón floral rosa oscuro, flor de tamaño pequeño, pétalos con posición relativa de los bordes superpuestos, inflorescencia con número medio de flores medio, de forma medianamente cupuliforme, sépalos de color predominante verde, sépalos de longitud media, con número de pétalos alguno más de 5, con los pétalos de longitud corta y anchura corta, siendo la relación longitud/anchura de los pétalos más largos que anchos, estilos con longitud en relación con los estambres más largos, estilos con punto de soldadura cerca de la base.
Las hojas tienen un porte erguido en relación con el ramo, limbo de longitud medio y de anchura medio, con una relación longitud/anchura pequeña, forma del borde aserrada, peciolo con longitud medio, forma del limbo elíptico-ensanchada, aspecto de la superficie del haz medianamente brillante, pubescencia del envés media, plegamiento de la superficie plana, tamaño de la punta media, forma de la base del limbo aguda, estípulas con una forma muy foliáceas, y ángulo del peciolo respecto al ramo grande.
La variedad de manzana 'Orden-1' tiene un fruto de tamaño y peso medio-grande; forma aplanada, relación longitud/anchura media, lados (ausencia o presencia de lados marcados) fuerte, posición de la anchura máxima hacia el pedúnculo; piel con estado ceroso débil, pruina de la epidermis débil; con color de fondo amarillo verdoso, importancia del sobre color débil, sobre color de superficie naranja, siendo su intensidad mediano, reparto del color en la superficie en placas continuas con estrías, acusando unas lenticelas medianas, y una sensibilidad al "russeting" (pardeamiento áspero superficial que presentan algunas variedades) en las caras laterales ausente o muy débil; pedúnculo con una longitud corto, y un grosor grueso, anchura de la cavidad peduncular grande, profundidad de la cavidad pedúncular media, y con importancia del "russeting" en cavidad peduncular medio; coronamiento por encima del cáliz débil, anchura de la cav. calicina media, profundidad de la cav. calicina poco profunda, y con importancia del "russeting" en cavidad calicina ausente o muy débil; ojo de tamaño medio, cerrado; sépalos de longitud media.
Carne de color blanca, con oscurecimiento de la carne al corte fuerte; textura media, dureza de la carne muy dura, con jugosidad media; sabor regular; corazón con distinción de la línea muy fuerte; eje abierto; lóculos carpelares cerrados; porte del sépalo erecto; semilla de longitud grande, de anchura medianamente ancha, y de color marrón claro.
La manzana 'Orden-1' tiene una época de maduración y recolección de fruto muy temprana, a mediados de verano. Se usa como manzana de mesa fresca y para sidra.

## Calidad de fruto y prueba de cata
- Peso del fruto: Medio
- Calibre del fruto: Medio
- Longitud del fruto: Media
- Índice de almidón: Alto
- Dureza medida de la carne: Alta
- Índice refractométrico (IR): Bajo
- Acidez titulable: Baja
- Jugosidad de la carne: Medio
- Textura de la carne: Media
- Dureza sensorial de la carne: Media
- Dulzor: Medio
- Acidez: Media
- Intensidad del sabor de la carne: Media
- Sabor: Regular
- Valoración global del fruto: Regular.[3]

## Características Agronómicas
- Afinidad del injerto (compatibilidad): Buena
- Facilidad de formación y poda: Alta
- Tipo de fructificación: Tipo IV
- Precocidad varietal: Media
- Vecería: Media
- Productividad: Media
- Necesidad de aclareo: Media
- Escalonamiento de la maduración del fruto: Largo
- Sensibilidad a la caída en maduración: Baja
- Aptitud para la conservación del fruto en árbol: Baja
- Aptitud para la conservación del fruto en almacén o cámara: sin datos
- Sensibilidad al moteado: sin datos
- Sensibilidad al oídio: sin datos
- Sensibilidad a pulgón lanígero: sin datos.[3]